# Saint-Cyr-la-Rosière
Saint-Cyr-la-Rosière é uma comuna francesa na região administrativa da Normandia, no departamento Orne. Estende-se por uma área de 19,09 km². Em 2010 a comuna tinha 237 habitantes (densidade: 12,4 hab./km²).